# Paramarbla
Paramarbla is een geslacht van vlinders van de familie spinneruilen (Erebidae), uit de onderfamilie Lymantriinae.

## Soorten
- P. abyssinica Collenette, 1955
- P. ansorgei Collenette, 1960
- P. azami (Kheil, 1909)
- P. beni (Bethune-Baker, 1909)
- P. calharia Collenette, 1933
- P. catharia (Collenette, 1933)
- P. coelebs (Collenette, 1931)
- P. diplosticta (Rebel, 1914)
- P. elegantula (Hering, 1926)
- P. hemileuca (Rebel, 1914)
- P. indentata (Holland, 1893)
- P. lindblomi (Aurivillius, 1921)
- P. lutulenta (Collenette, 1931)
- P. nyctemerina (Rebel, 1914)
- P. tenera (Holland, 1893)
- P. teroensis Collenette, 1937